# Alice Timbilil
Alice Jemeli Timbilil (Moibém, 1 de fevereiro de 1983) é uma maratonista profissional queniana.
Timbilil venceu a Corrida Internacional de São Silvestre, em 2007 e 2010.